# 松桃直隸廳

松桃厅在贵州省的位置（1820年）

松桃直隸廳，是清朝貴州省貴東道下轄的直隸廳，考語為繁、疲、難，屬「要缺」，有副將駐當地。
明朝時為紅苗地。清康熙四十三年（1703年），討平紅苗，設正大營，置同知，隸銅仁府。雍正八年（1730年），平松桃，置松桃廳，移同知駐。嘉慶二年（1797年），升直隸廳，益以銅仁府屬平頭、烏羅二土司地。。
民國時，全國實行「廢府州廳改縣」，松桃廳也改制為松桃縣，即今松桃苗族自治縣。